# Jamal Agnew
(en) Statistiques sur pro-football-reference
Jamal Agnew, né le 3 avril 1995 à San Diego en Californie, est un joueur professionnel américain de football américain dans la National Football League (NFL)
Wide receiver et returner, il a été membre des Lions de Détroit (2017-2020), des Jaguars de Jacksonville (2021-2023) et des Steelers de Pittsburgh (depuis 2024).
Au niveau universitaire, il a joué pour les Toreros de San Diego dans la NCAA Division I FCS. Il est ensuite sélectionné par les Lions lors du cinquième tour de la draft 2017 de la NFL.

## Biographie
En 2017, il est sélectionné All-Pro comme returner.
En février 2023, il est annoncé qu'Agnew est choisi pour participer aux Pro Bowl Games 2023 comme returner en remplacement de Devin Duvernay, blessé.
Après avoir quitter les Jaguars en 2023, Agnew signe avec le practice squad des Steelers de Pittsburgh en novembre 2024. Il est signé à l'alignement principal pour les séries éliminatoires.